# Pseudocolochirus mysticus
Pseudocolochirus mysticus är en sjögurkeart. Pseudocolochirus mysticus ingår i släktet Pseudocolochirus och familjen korvsjögurkor. Inga underarter finns listade i Catalogue of Life.